# Fast RMX
Fast RMX (stilizzato in FAST RMX) è un videogioco di corse sviluppato e pubblicato dalla Shin'en Multimedia in esclusiva per Nintendo Switch. Il gioco è una versione estesa di Fast Racing Neo per Wii U ed è stato pubblicato il 3 marzo 2017 sul Nintendo eShop come titolo di lancio per Nintendo Switch. Il gioco include tutti i circuiti di Fast Racing Neo e dei suoi DLC e ne aggiunge 6 nuovi per un totale di 30 circuiti. Come il suo predecessore, Fast RMX venne paragonato alla serie F-Zero.

## Sviluppo
Il gioco supporta i controlli unici e le caratteristiche di Nintendo Switch, come HD Rumble, controlli di movimento, gioco con un singolo Joy-Con e il Pro Controller. Il giocatore può anche passare in ogni momento dalla modalità portatile a quella fissa. In modalità fissa il gioco gira a un massimo di 1080p e 60FPS.
Il gioco presenta una vasta campagna con 10 coppe da sbloccare, con un totale di 30 circuiti e 15 veicoli sbloccabili. Il gioco ha anche una vasta componente multigiocatore, sia in schermo condiviso fino a 4 giocatori, che in comunicazione locale e online da 2 a 8 giocatori. Un'altra modalità extra disponibile è la Modalità Eroe. Si tratta di un tributo alla serie F-Zero che utilizza elementi di gameplay simili a quelli della serie e una difficoltà più alta.
Venne annunciato il 5 marzo 2017 che, come il predecessore, il gioco avrebbe ricevuto aggiornamenti gratuiti con contenuti extra in futuro. Il primo importante aggiornamento venne pubblicato il 19 aprile 2017. Questo includeva una modalità Prova a Tempo e il supporto per gli amici online.